# Coelociontidae
Coelociontidae zijn een familie van weekdieren uit de klasse van de Gastropoda (slakken).

## Taxonomie
De volgende geslachten zijn bij de familie ingedeeld:
- Coelocion Pilsbry, 1904
- Perrieria Tapparone-Canefri, 1878[1]